# Ștefănești (Botoșani megye)
Ștefănești város Botoșani megyében, Moldvában, Romániában.

## Fekvése
A megye délkeleti részén helyezkedik el, a Prut folyó közelében.

## Történelem
Ștefănești nevét 1435-ben, majd 1476-ban említette először oklevél.
A 15–16. században a tatárok többször is kifosztották, később pedig a lengyel seregek pusztításainak volt kitéve.
Városi rangot 2004-ben kapott.
A település közelében geológiai rezervátum  (Rezervatia geologica) található.

## Népesség
A város népességének alakulása:
- 1930 - 8891 lakos
- 1948 - 7770 lakos
- 2002 - 5628 lakos

A lakosság etnikai összetétele a 2002-es népszámlálási adatok alapján:
- Románok:  5338 (94,84%)
- Romák:  285 (5,06%)
- Lipovánok:  3 (0,05%)
- Németek:  1 (0,01%)
- Más etnikumúak:  1 (0,01%)

A lakosság 98,54%-a ortodox vallású (5546 lakos).

## Látnivalók
- Ștefan Luchian Múzeum
- „Cuvioasa Paraschiva” ortodox templom
- „Emil Racoviță” természetvédelmi rezervátum
- Dendrológiai park

## Hírességek
- Ștefan Luchian (1868–1916) festőművész
- Sanda Toma (1956) evezős, az 1980. évi nyári olimpiai játékok olimpiai bajnoka
- Paul Gorban (1982) költő, esszéíró

## Külső hivatkozások
- A városról
- A 2002-es népszámlálási adatok